# Aleksandr Korșunov
Aleksandr Viktorovici Korșunov (în rusă Алекса́ндр Ви́кторович Ко́ршунов; n. 2 aprilie 1968, Bălți, RSS Moldovenească, URSS) este un politician din auto-proclamata Transnistrie, care îndeplinește funcția de președinte al Sovietului Suprem al acesteia din 2019. Este membru al partidului Obnovlenie.

## Biografie
Korșunov s-a născut în 1968, în Bălți, dar a copilărit în Tighina. În 1991 a absolvit Institutul de Aviație de la Harkov, cu o diplomă de inginer. Și-a continuat studiile la Belgorod, unde, în 2002, a absolvit dreptul. 
În perioada 1992-1996 a fost lucrat în forțele de poliție separatiste din Tighina, iar din 1996 a lucrat ca inginer la o firmă din acest oraș. 
În 2010 a fost ales deputat în Sovietul Suprem al Transnistriei, iar, din 2019, este președintele acestuia.